# SOiL
SOiL – amerykańska grupa muzyczna wykonująca hard rock i post grunge. Powstała w Chicago, w stanie Illinois w 1997 roku. Po kilku niezależnych produkcjach zespół podpisał kontrakt z J Records. Swój debiutancki album Scars grupa wydała w 2001 roku.
W 2004 roku z zespołu odszedł Ryan McCombs, aby dołączyć do grupy Drowning Pool. Nowym wokalistą został AJ Cavalier, z którym nagrano dwa albumy studyjne: True Self (2006) oraz Picture Perfect (2009).
W 2007 roku wieloletni gitarzysta Shaun Glass rozstał się z grupą. W 2010 r. zarówno Cavalier, jak i perkusista Tom Schofield ogłosili swoje odejście. Jesienią 2011 roku SOiL zostało reaktywowane przez Ryana McCombsa na czas trasy koncertowej upamiętniającej dziesiątą rocznicę ich pierwszego albumu Scars.

## Muzycy
Obecny skład zespołu
- Adam Zadel - gitara (od 1997)
- Tim King - gitara basowa (od 1997)
- Ryan McCombs - śpiew (1997-2004, od 2011)
- Jon Wysocki - perkusja (od 2011)

Byli członkowie zespołu
- Shaun Glass - gitara (1997-2007)
- A. J. Cavalier - śpiew (2004-2010)
- Tom Schofield - perkusja (1997-2010)

Muzycy koncertowi
- Jordan Lee - śpiew (2010-2011)
- Mike Tignino - perkusja (2010-2011)

## Dyskografia
- El Chupacabra (1998)
- Throttle Junkies (1999)
- Scars (2001)
- Re•de•fine (2004)
- True Self (2006)
- Picture Perfect  (2009)[1]
- Whole (2013)